# ホー・チ・ミン思想

北ベトナムの旗

ホー・チ・ミン思想（ホー・チ・ミンしそう、ベトナム語：Tư tưởng Hồ Chí Minh / 思想胡志明）は、ベトナム民主共和国の指導者であるホー・チ・ミンにより主唱された、ベトナムの基本的な問題に関する政治思想である。ホー・チ・ミンは平和・仁愛・人文を基に、各民族間の友好を促進させることを目標としていた。1949年9月、アメリカの新聞記者のインタビューに答えた際、ホー・チ・ミンは、「ベトナムは全世界の国との友だちになりたい」と強調した。ホー・チ・ミン思想はこのようにグローバル的なものであったとされている。